# Dalkarlsberg
Dalkarlsberg is een plaats in de gemeente Nora in het landschap Västmanland en de provincie Örebro län in Zweden. De plaats heeft 53 inwoners (2005) en een oppervlakte van 28 hectare.